# Noémi Pupp
Sára Fojt, née le 28 juillet 1998, est une kayakiste hongroise, double médaillée de bronze aux Jeux Olympiques de 2024.

## Carrière
Lors des Jeux olympiques d'été de 2024, elle remporte deux médailles de bronze : en K2 500 m avec Sára Fojt et le bronze en K4 500 m avec Tamara Csipes, Alida Dóra Gazsó et Fojt.
Elle est la sœur de la judokate Réka Pupp.